# Каннский кинофестиваль 1957
10-й Каннский кинофестиваль 1957 года, проходивший с 23 апреля по 10 мая в Каннах, Франция.

## Жюри
- Андре Моруа (Франция) (Председатель жюри)
- Жан Кокто (Франция) (Почётный президент)
- Морис Женевуа (Франция)
- Жорж Юисман (Франция) (историк)
- Морис Леманн (Франция)
- Марсель Паньоль (Франция)
- Майкл Пауэлл (Великобритания)
- Жюль Ромен (Франция)
- Долорес дель Рио (Мексика)
- Джордж Стивенс (США)
- Владимир Влчек (Чехословакия)
- Клод Авлин (Франция) (короткометражные фильмы)
- Роман Кармен (СССР) (короткометражные фильмы)
- Альбер Ламорис (Франция) (короткометражные фильмы)
- Альберто Латтуада (Италия) (короткометражные фильмы)
- Жан Виви (Франция) (короткометражные фильмы)

## Фильмы в конкурсной программе
- Счастливая мельница
- Кивиток
- Долина мира
- Гуэндалина
- Роза Бернд
- Сисси – молодая императрица
- Сорок первый
- Приговоренный к смерти бежал, или Дух веет, где хочет
- Мальчишник
- Вот как это было
- Дом ангела
- Тот, кто должен умереть
- Дон Кихот
- Фаустина
- Забавная мордашка
- Канал
- Два признания
- Ночи Кабирии
- Седьмая печать
- Август
- Крыша Японии
- Земля
- Линия судьбы
- Потерянные дети
- High Tide at Noon
- Yangtse Incident: The Story of H.M.S. Amethyst
- Kome
- Ila Ayn
- Same Jakki
- Gotoma the Buddha

## Фильмы вне конкурсной программы
- Вокруг света за 80 дней, режиссёр Майкл Андерсон

## Награды
- Золотая пальмовая ветвь: Дружеское увещевание, режиссёр Уильям Уайлер
- Приз жюри:
  - Канал, режиссёр Анджей Вайда
  - Седьмая печать, режиссёр Ингмар Бергман
- Приз за лучшую мужскую роль: Джон Кицмиллер — Долина мира
- Приз за лучшую женскую роль: Джульетта Мазина — Ночи Кабирии
- Приз за лучшую режиссуру: Робер Брессон — Приговоренный к смерти бежал, или Дух веет, где хочет
- Особое упоминание: Gotoma the Buddha, режиссёр Rajbans Khanna
- Специальная награда: Сорок первый, режиссёр Григорий Чухрай
- Лучший романтический документальный фильм: Крыша Японии, режиссёр Садао Имамура
- Золотая пальмовая ветвь за лучший короткометражный фильм: Краткая история, режиссёр Ион Попеску-Гопо
- Особый приз Международной Католической организации в области кино (OCIC):
  - Тот, кто должен умереть, режиссёр Жюль Дассен
  - Ночи Кабирии, режиссёр Федерико Феллини